# Makabana
Makabana est une ville de la République du Congo (ancien Congo Brazzaville), située dans la région du Niari.

## Économie
Makabana fut un centre industriel important de la Comilog avant l'accident ferroviaire de Mvoungouti qui a conduit à la fin des activités de la Comilog au Congo.
Aujourd'hui moins peuplée que dans les années 1990, Makabana compte près de 8 000 habitants qui vivent dans un paysage de collines latéritiques drainées et irriguées par le fleuve, couvertes de culture et pâturages avec des arbres épars. Plus en hauteur, quelques forêts sont conservées, mais de plus en plus exploitées comme le montrent les images satellitaires.
L'agriculture et l'industrie du bois y constituent l'essentiel des activités économiques.